# Яцек Гданський
Яцек Гданський (пол. Jacek Gdański; нар. 30 листопада 1970, Щецинек) — польський шахіст, гросмейстер від 1997 року.

## Біографія
У другій половині 1980-х років був провідним польським юніором. 1986 року виборов бронзову медаль чемпіонату Європи і став чемпіоном Польщі, обидва в категорії до 20 років. 1989 року став срібним призером чемпіонату світу в цій же віковій категорії. Його тренерами були, зокрема, Генрік Добош, Збігнєв Дода, Збігнєв Шимчак, Влодзімєж Шмідт.
Неодноразово брав участь у фіналі чемпіонату Польщі. Здобув перемогу на чемпіонаті 1992 року в Ченстохові. Поділив 1-ше місце у фінальний турнірі чемпіонату 1997 року в Сопоті, разом з Робертом Кемпінським і Михайлом Красенковим, однак в овертаймі посів третє місце. Ще одну медаль виборов 2010 року у Варшаві, посівши третє місце позаду Матеуша Бартеля і Радослава Войташека. По двічі ставав чемпіоном Польщі зі швидких шахів (1995 і 2000), а також бліцу (1998 і 2000).
Неодноразово представляв Польщу на командних змаганнях, зокрема: тричі на шахових олімпіадах (1990, 1992, 1994) та тричі на командних чемпіонатах Європи (1989, 1992, 2013).
Переміг чи поділив 1-ше місце на міжнародних турнірах, зокрема, в таких містах, як: Краків (1993/94, турнір Краковія), Кошалін (1997), а також Гельсінкі і Ріо-де-Жанейро (1999). 2001 року кваліфікувався на чемпіонату світу ФІДЕ, що проходив за олімпійською системою в Москві, де програв у 1-му раунді Вадимові Звягінцеву. Представляючи клуб KSz Polonia Warszawa, шість раз вигравав клубний чемпіонат Польщі. Чергові золоті медалі в цих змаганнях завоював у 2007, 2008 і 2010 роках у складі клубу Hetman Katowice.
Найвищий рейтинг Ело в кар'єрі мав станом на 1 липня 2000 року, досягнувши 2557 балів займав тоді 4-те місце (позаду Михайла Красенкова, Олександра Войткевича і Томаша Марковського) серед польських шахістів.
Яцек Гданський успішно поєднав гру в шахи на високому рівні з навчанням у Гданському університеті (скандинавістика) і в Національній школі публічної адміністрації (1999 — 7-й випуск). У 2004—2009 роках був членом Ради Національного фонду охорони здоров'я. 2009 року обіймав посаду генерального директора Міністерства Фінансів.
Переможець телегри Najsłabsze ogniwo (21 жовтня 2005).

## Зміни рейтингу
| На цьому місці має відображатися графік чи діаграма, однак з технічних причин його відображення наразі вимкнено. Будь ласка, не видаляйте код, який викликає це повідомлення. Розробники вже працюють для того, щоби відновити штатне функціонування цього графіка або діаграми. | |
| | На цьому місці має відображатися графік чи діаграма, однак з технічних причин його відображення наразі вимкнено. Будь ласка, не видаляйте код, який викликає це повідомлення. Розробники вже працюють для того, щоби відновити штатне функціонування цього графіка або діаграми. |